# Bridgend Chess Club
Bridgend Chess Club – walijski klub szachowy z siedzibą w Bridgend.

## Historia
Klub został założony w 1968 roku z inicjatywy Martyna Griffithsa i Byrona Thomasa. Dziewięciokrotnie zdobył mistrzostwo East Glamorgan Chess League. W latach 1974–1995 osiem razy wygrał Welsh KO Cup, natomiast w latach 1976–1977 wygrał Welsh Challenge Cup. W 1978 roku klub uczestniczył w Pucharze Europy, odpadając w pierwszej rundzie po porażce z Volmakiem Rotterdam. W 1993 roku gościem klubu był Murray Chandler, który rozegrał wówczas symultanę.